# Do Nothing till You Hear from Me
Do Nothing till You Hear from Me ist eine Komposition von Duke Ellington mit dem Text von Bob Russell. 

## Hintergrund
Die Komposition basiert auf dem Instrumental-Titel Concerto for Cootie von 1940, ein Feature für den Trompeter Cootie Williams; Russells Text wurde später hinzugefügt. Ellingtons erste eigene Aufnahme der Komposition erreichte 1944 den ersten Platz in den Rhythm and Blues Charts. Do Nothing Till You Hear from Me wurde seitdem von vielen Sängern, wie Louis Armstrong, Nat King Cole, Billie Holiday, Dr. John, Mary J. Blige, Tony Bennett, Robbie Williams und Nina Simone, aufgenommen. Bedeutende instrumentale Einspielungen des Titels stammen von Johnny Hodges, Joe Pass, Oscar Peterson und Zoot Sims. André Hodeir nannte die Komposition „ein Meisterwerk. Sie zeigt eine Ökonomie der Mittel, die das Zeichen wirklicher Klassik ist“. J.L. Collier betrachtet Echoes of the Jungle, eines jener Stücke im Jungle Style (um 1930), als Vorgänger des Concerto for Cootie; auch dort seien die gegensätzlichen Themen von growl und offener Trompete von Williams zu finden.

## Coverversionen
Do Nothing till You Hear from Me wurde von vielen bekannten Sängern aufgenommen, unter anderem von Mose Allison, Louis Armstrong, Tony Bennett, Mary J. Blige, Suzy Bogguss, Nat King Cole, Phil Collins, Harry Connick, Jr., Sammy Davis, Jr., Ella Fitzgerald, Lena Horne, Billie Holiday, Dr. John, Gladys Knight, Diana Krall, Patti Page, Robert Palmer, Nina Simone, Andy Williams, Robbie Williams und Fiona Apple.

## Trivia
Do Nothing Till You Hear From Me (2004) ist auch der Titel einer Sitcom-TV-Komödie des britischen Senders BBC Radio 4.